# Attalea tessmannii
Attalea tessmannii är en enhjärtbladig växtart som beskrevs av Karl Ewald Maximilian Burret. Attalea tessmannii ingår i släktet Attalea och familjen Arecaceae. IUCN kategoriserar arten globalt som nära hotad. Inga underarter finns listade i Catalogue of Life.